# Jeździectwo na Letnich Igrzyskach Olimpijskich 1932
Jeździectwo na Letnich Igrzyskach Olimpijskich 1932 w Los Angeles rozgrywane było w dniach 10–14 sierpnia 1932 r. Zawody odbyły się w: Riviera Country Club (ujeżdżenie), Westchester (WKKW - próba terenowa) i na Los Angeles Memorial Coliseum (skoki przez przeszkody).

## Wyniki
| Konkurencja                          | Złoto                                                                                          | Punkty                                                                                         | Srebro                                                                                         | Punkty                                                                                         | Brąz                                                                                           | Punkty                                                                                         |
| Ujeżdżenie indywidualnie             | Xavier Lesage                                                                                  | 343,75                                                                                         | Charles Marion                                                                                 | 305,42                                                                                         | Hiram Tuttle                                                                                   | 300,50                                                                                         |
| Ujeżdżenie drużynowo                 | Francja Xavier Lesage Charles Marion André Jousseaume                                          | 2818,75                                                                                        | Szwecja Thomas Byström Gustaf Boltenstern Bertil Sandström                                     | 2678,00                                                                                        | USA Hiram Tuttle Isaac Kitts Alvin Moore                                                       | 2576,75                                                                                        |
| Skoki przez przeszkody indywidualnie | Takeichi Nishi                                                                                 | 8                                                                                              | Harry Chamberlin                                                                               | 12                                                                                             | Clarence von Rosen Jr.                                                                         | 16                                                                                             |
| Skoki przez przeszkody drużynowo     | Wszystkie drużyny zostały zdekompletowane (w żadnej drużynie nie ukończyło trzech zawodników). | Wszystkie drużyny zostały zdekompletowane (w żadnej drużynie nie ukończyło trzech zawodników). | Wszystkie drużyny zostały zdekompletowane (w żadnej drużynie nie ukończyło trzech zawodników). | Wszystkie drużyny zostały zdekompletowane (w żadnej drużynie nie ukończyło trzech zawodników). | Wszystkie drużyny zostały zdekompletowane (w żadnej drużynie nie ukończyło trzech zawodników). | Wszystkie drużyny zostały zdekompletowane (w żadnej drużynie nie ukończyło trzech zawodników). |
| WKKW -indywidualnie                  | Charles Pahud de Mortanges                                                                     | 1813,833                                                                                       | Earl F. Thomson                                                                                | 1811,000                                                                                       | Clarence von Rosen Jr.                                                                         | 1809,416                                                                                       |
| WKKW drużynowo                       | USA Harry Chamberlin Edwin Argo Earl F. Thomson                                                | 5038,083                                                                                       | Holandia Charles Pahud de Mortanges Aernout van Lennep Karel Schummelketel                     | 4689,083                                                                                       | Nie przyznano                                                                                  | Nie przyznano                                                                                  |